# Kaito Yamamoto
Kaito Yamamoto (født 10. juli 1985) er en japansk fodboldspiller. Han var en del af den japanske trup ved Sommer-OL 2008.